# 西奥多·阿兰·维尔顿
西奥多·阿兰·维尔顿（英語：Theodore Alan Welton，1918年7月4日—2010年11月14日）是一名美国物理学者，曾证明涨落耗散定理。

## 生平
1918年出生于美国纽约薩拉托加泉。他先后就读于麻省理工学院及伊利诺伊州大学，后在美国洛斯阿拉莫斯国家实验室、麻省理工学院、宾夕法尼亚大学及橡树岭国家实验室等单位任职。他曾因物理研究获得洪堡研究奖。
维尔顿在麻省理工学院读本科时认识了理查德·费曼。他和费曼都出生在纽约，而且年紀僅相差2个月。他和费曼都是能力出众的低年级本科生，并一起提前选修了高年级的课程。1944-1945年间，他在新墨西哥州洛斯阿拉莫斯参加研发核武器的Y计划。他当时加入了老同学费曼的T-4小组。在费曼去世十余年后，他写了一篇回忆费曼的文章《追忆费曼》("Memories of Feynman")。